# Setaria jaffrei
Setaria jaffrei là một loài thực vật có hoa trong họ Hòa thảo. Loài này được Morat miêu tả khoa học đầu tiên năm 1978.